# Euonymus acanthocarpus
Euonymus acanthocarpus е вид цъфтящо растение от семейство Чашкодрянови (Celastraceae).

## Разпространение и местообитание
Видът е ендемичен за Китай. Има разпръснато разпространение в горските местообитания.

## Описание
Този вид е храст, който може да достигне 8 метра височина, но обикновено е не повече от 2 или 3. Има кожести листа и съцветия от много цветове. Цветът е жълто-зелен и широк от 6 до 8 милиметра. Плодовата капсула е покрита с бодлички и съдържа семена с оранжеви арили.